# Cazorla
Cazorla is een gemeente in de Spaanse provincie Jaén in de regio Andalusië met een oppervlakte van 305 km². In 2001 telde Cazorla 8114 inwoners. Cazorla is de hoofdstad van de comarca Sierra de Cazorla.
Het dorpje is gebouwd rond drie grote pleinen, de Plaza de la Constitución (La Tejera), de Plaza de la Corredera (El Huevo, vanwege de eivorm) en de Plaza Santa Maria (La Plaza Vieja). De rivier de Cerezuelo loopt onder de Plaza Santa Maria door. Dit laatste plein is het oudste en is met de andere twee verbonden door smalle, kronkelende straatjes. Het ontleent zijn naam aan de oude kathedraal die, onvoltooid en beschadigd door overstromingen in de zeventiende eeuw, later werd verbrand door Franse troepen. Het is nu een ruïne waar wel soms evenementen doorgaan. Boven het plein staat een sobere, gereconstrueerde Moorse kasteeltoren genaamd La Yedra. Nog hoger op de rotsachtige helling liggen de ruïnes van nog een andere verwoeste vesting, het Kasteel van de Vijf Hoeken (Castillo de las Cinco Esquinas).
Cazorla ligt op een hoogte van 836 meter op de westelijke helling van de Sierra de Cazorla bergketen. Het is het startpunt en de uitvalsbasis voor bezoeken aan het natuurgebied van de Sierras de Cazorla, het natuurpark Segura y Las Villas, een uitgestrekt beschermd gebied met prachtige rivierkloven en bossen. Een van de langste rivieren van Spanje, de Guadalquivir, ontspringt in de bergen ten zuiden van de dorpskern.
Cazorla was een aankomstplaats in de Ruta del Sol 2007, de Ronde van Spanje 2015 en de Ronde van Spanje 2024.

## Demografische ontwikkeling
Bron: INE, 1857-2011: volkstellingen
Opm.: In 1857 werden Peal de Becerro en Santo Tomé zelfstandige gemeenten